# Syndipnus pannicularius
Syndipnus pannicularius är en stekelart som först beskrevs av Holmgren 1857.  Syndipnus pannicularius ingår i släktet Syndipnus och familjen brokparasitsteklar. Arten är reproducerande i Sverige. Inga underarter finns listade i Catalogue of Life.